# Приамурская митрополия
Приамурская митрополия — митрополия Русской православной церкви в границах Хабаровского края. Объединяет Амурскую, Ванинскую, Николаевскую-на-Амуре и Хабаровскую епархии.

## История
В соответствии с Положением об областных преосвященных от 12 марта 1934 года во исполнение постановления Поместного Собора 1917—1918 годов о митрополичьих округах Временный Патриарший Священный Синод образовал церковные области в составе нескольких епархий, в том числе в границах Дальневосточного края была образована митрополия с центром в Хабаровске. Дата упразднения точно неизвестна. Скорее всего это произошло в 1943 году при проведении переустройства епископских кафедр.
5 октября 2011 года постановлением Священного синода была образована Приамурская митрополия, которая объединила Амурскую и Хабаровскую епархии. Глава Приамурской митрополии имеет титул митрополит Хабаровский и Приамурский.
24 марта 2022 года Николаевское викариатство Хабаровской епархии преобразовано в Николаевскую-на-Амуре епархию с присоединением к ней также ранее входившего в состав Ванинской епархии Ульчского района Хабаровского края.

## Глава митрополии
- Игнатий (Пологрудов) (6 октября 2011 года — 3 июня 2016 года)
- Владимир (Самохин) (3 июня 2016 года — 28 декабря 2018 года)
- Артемий (Снигур) (с 28 декабря 2018 года)